# 이상철 (1984년)
이상철(1984년 10월 21일 ~ )은 대한민국의 희극 배우이다.

## 출연작
- SBS 《개그투나잇》
- SBS 《웃찾사》